# Zaginiony symbol
Zaginiony symbol (ang. The Lost Symbol) – powieść Dana Browna, trzecia z książek opowiadająca o Robercie Langdonie, harwardzkim specjaliście od symboli. Roboczy tytuł powieści to The Salomon Key (Kod Leonarda da Vinci II: Klucz Salomona według wczesnych zapowiedzi polskiego wydawcy). Akcja książki rozgrywa się w Waszyngtonie w ciągu dwunastu godzin, zaś fabuła koncentruje się na stowarzyszeniu wolnomularzy.
Powstającą przez kilka lat książkę pierwotnie zapowiadano na rok 2006, jednakże premierę wielokrotnie przekładano. Ostatecznie książka zadebiutowała na rynku amerykańskim 15 września 2009 roku w sześciu i pół milionach egzemplarzy, co stanowi najwyższy premierowy nakład jej wydawcy, Random House. Amerykański wydawca Browna opisuje Zaginiony symbol jako „znakomity i wciągający thriller”, na który „warto było tyle czekać”. W dniu premiery w USA, Kanadzie i Wielkiej Brytanii sprzedano ponad milion egzemplarzy (także w formie elektronicznej), co sprawiło, że Zaginiony symbol został najszybciej sprzedającą się powieścią dla dorosłych w historii.

## Fabuła
Robert Langdon zostaje niespodziewanie wezwany do Waszyngtonu, aby na prośbę swojego przyjaciela i mentora, Petera Solomona, prominentnego członka loży masońskiej, wygłosić odczyt na Kapitolu. Kiedy dociera na miejsce, okazuje się, że zaproszenie było starannie przygotowaną pułapką. Na wieczór nie zaplanowano żadnego odczytu. Pośrodku historycznej Rotundy ktoś umieścił odciętą rękę Petera z wytatuowanymi symbolami i masońskim pierścieniem. To mistyczne zaproszenie do zaginionego świata skrywającego tajemną wiedzę. Chcąc uratować przyjaciela, Langdon musi przyjąć zaproszenie i odnaleźć starożytny portal położony gdzieś na terenie miasta. Ma na to zaledwie kilka godzin. W przeciwnym razie Peter zginie. W poszukiwaniach pomaga mu Katherine Solomon, siostra porwanego. Są oni ścigani przez zabójcę Mal'akha i CIA.